# Élections locales écossaises de 2007 à West Dunbartonshire
Pour un article plus général, voir Élections locales écossaises de 2007.

Les élections locales écossaises de 2007 à West Dunbartonshire se sont tenues le 3 mai 2007.

## Composition du conseil
Majorité absolue : 12 sièges
| Parti        | Sièges  |
| ------------ | ------- |
| Travailliste | 10 / 22 |
| SNP          | 9 / 22  |
| Indépendant  | 2 / 22  |
| Socialiste   | 1 / 22  |